# Sepulcro de Priscila

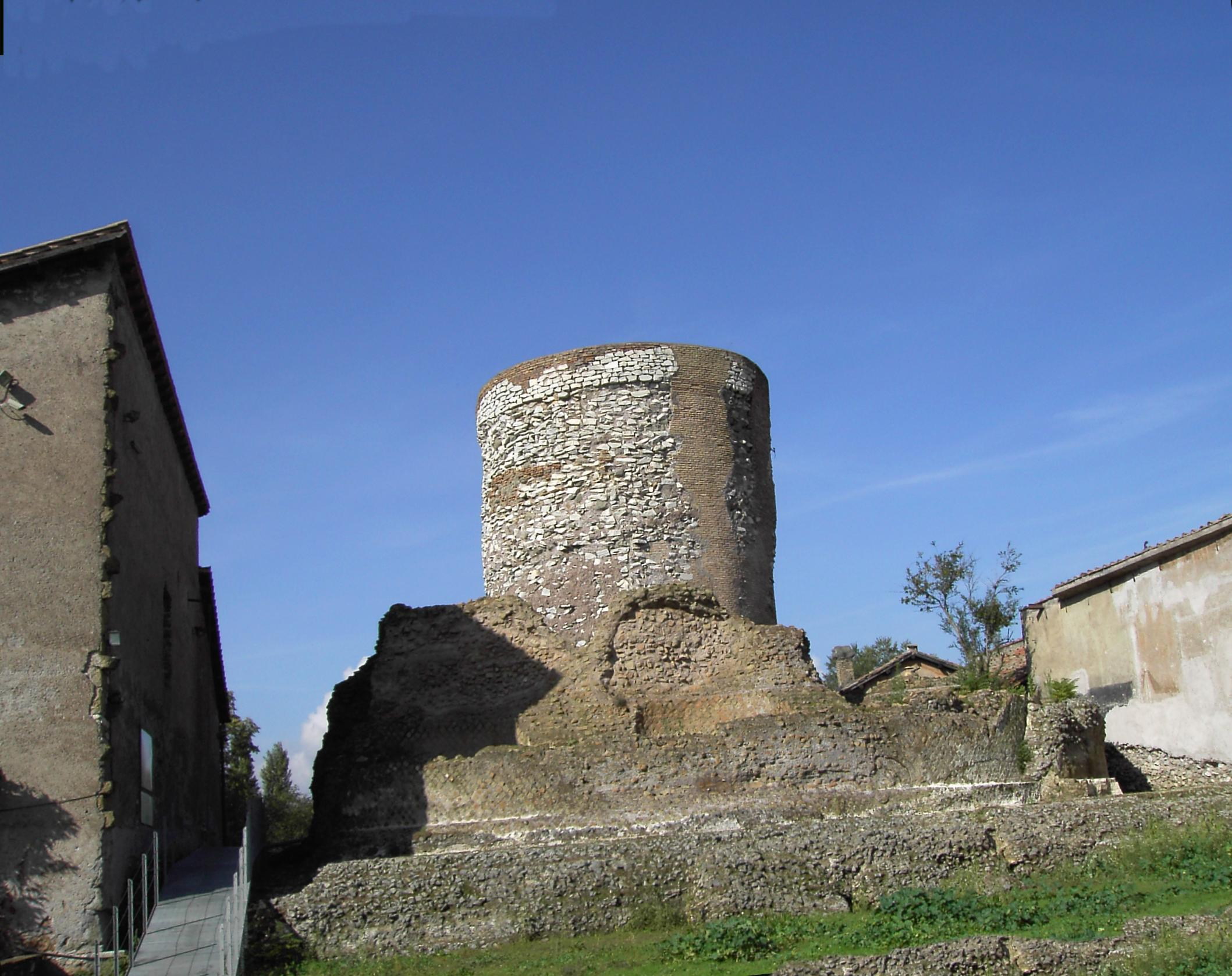
Vista posterior.

Sepulcro de Priscila (em italiano:  Priscilla) é um túmulo monumental localizado na altura do número 68 da Via Ápia Antiga, no quartiere Ardeatino de Roma, de frente para a famosa igreja de Domine Quo Vadis e perto da Via Ardeatina.

## História

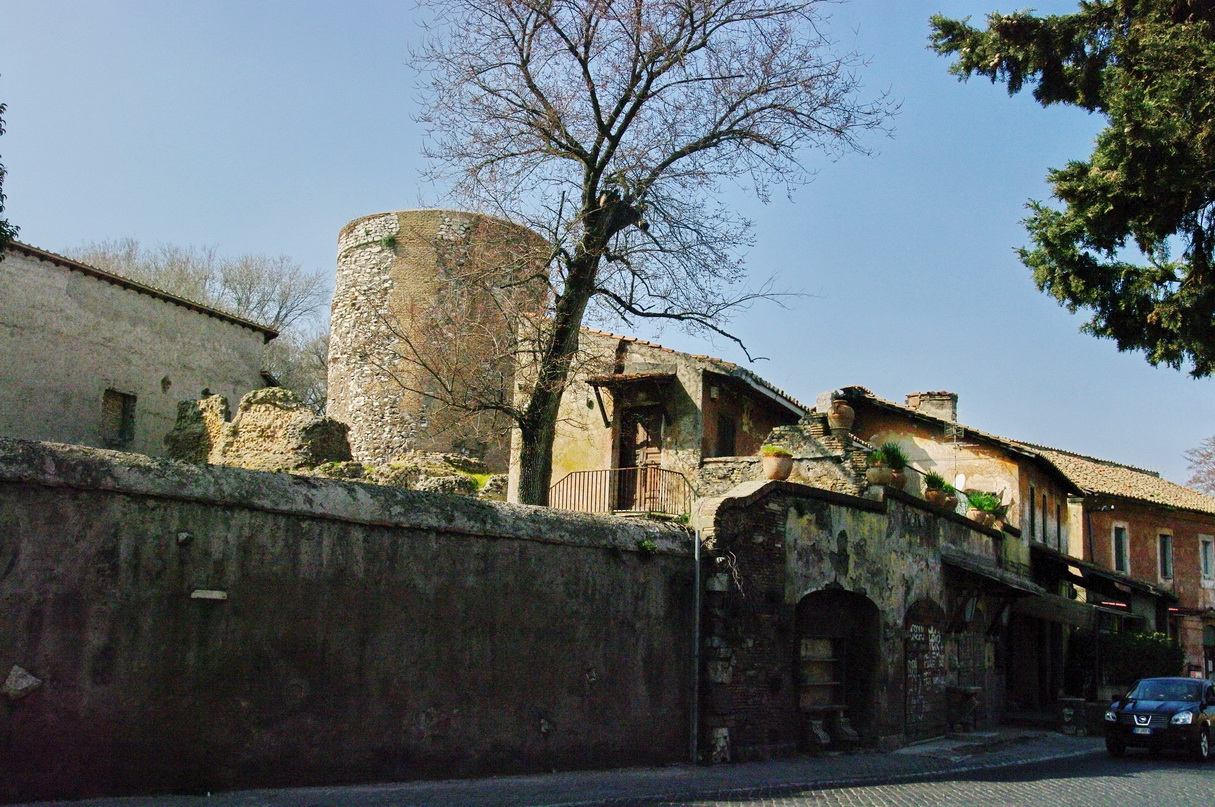
Vista a partir da Via Ápia Antiga.

O túmulo pertencia originalmente a Priscila, esposa de Tito Flávio Abascanto, um liberto do imperador romano Domiciano (r. 81-96), morta prematuramente. A partir do século XI, a estrutura foi incorporada numa fortificação medieval pertencente inicialmente aos condes de Túsculo e herdada mais tarde pela família Caetani. Sob o cilindro superior foi construída, com material recuperado no local, uma torre cilíndrica (conhecida como Torre Petro) com cerca de seis metros de altura.
Já em época moderna foram construídas duas casas de campo encostadas na torre, uma das quais a Osteria dell'Acquataccio entre o final do século XIX e início do século XX; a câmara funerária era utilizada como depósito para o envelhecimento de queijos.

## Descrição
Sobre uma base quadrangular revestida em opus quadratum (blocos) de travertino se elevavam antigamente dois tambores cilíndricos superpostos, em opus reticulatum, sendo o superior dotado de treze nichos destinados a abrigar estátuas da defunta representada como heroínas da mitologia greco-romana.
À cela funerária, coberta por uma abóbada de berço, se chegava através de um corredor, atualmente acessível a partir do porão de uma das casas de campo que estão encostadas no monumento. O ambiente era revestido também por blocos de travertino e nele se abriam três nichos para abrigar sarcófagos.